# Malu Mader
Pour les articles homonymes, voir Mader.
Maria de Lourdes da Silveira Mäder (née le 12 septembre 1966 à Rio de Janeiro, Brésil) est une actrice brésilienne, issu d'une famille libanaise.

## Filmographie
- Eterna Magia - Eva Sullivan
- Celebridade - Maria Clara Diniz
- Brava gente - "Dia de visita" - Delourdes
- Força de um desejo - Ester Delamare
- Labirinto - Paula Lee
- A justiceira - Diana
- O mapa da mina - Wanda Machado
- Anos rebeldes - Maria Lúcia
- O dono do mundo - Márcia
- Top model - Duda
- Fera radical - Cláudia
- O outro - Glorinha da Abolição
- Anos dourados - Lurdinha
- Ti ti ti - Valquíria
- Corpo a corpo - Beatriz Fraga Dantas (Bia)
- Eu prometo - Dóris Cantomaia